# Sue Rojcewicz
Susan Marie  Rojcewicz (nacida el 29 de mayo de 1953 en Worcester, Massachusetts) es una exjugadora de baloncesto estadounidense. Consiguió 1 medalla de plata con Estados Unidos en los Juegos Olímpicos de Montreal 1976.